# Hideki Ishige
Hideki Ishige (石毛 秀樹?, Ishige Hideki; Shizuoka, 21 settembre 1994) è un calciatore giapponese, centrocampista del Wellington Phoenix.

## Biografia
Dal 2018 è sposato con la modella giapponese Remi Himeno, con la quale ha avuto una figlia nata nel 2019.

## Caratteristiche tecniche
Veloce e tecnicamente abile, è un giocatore di piede destro versatile, che può essere utilizzato in varie zone del reparto medio-offensivo: infatti è in grado di giocare come trequartista, centrocampista centrale, centravanti, seconda punta e su entrambe le fasce come esterno di centrocampo. Quando era un giocatore dello Shimizu S-Pulse è stato posizionato in campo anche come terzino. Abile nel segnare reti dalla distanza, è molto astuto nel decidere cosa fare nei pressi dell'area di rigore. Di bassa statura (170 cm) e fisicamente minuto, la sua carriera è stata costellata negli anni 2019 e 2020 da un po' infortuni che ne hanno limitato l'utilizzo con continuità.

## Carriera

### Club
Ha giocato nella prima divisione giapponese ed in quella australiana.

### Nazionale
Ha giocato nella nazionale giapponese Under-17.

## Statistiche

### Presenze e reti nei club
Statistiche aggiornate al 22 dicembre 2024.
| Stagione               | Club                   | Campionato             | Campionato | Campionato | Coppe nazionali | Coppe nazionali | Coppe nazionali | Coppe continentali | Coppe continentali | Coppe continentali | Altre coppe | Altre coppe | Altre coppe | Totale | Totale |
| Stagione               | Club                   | Comp                   | Pres       | Reti       | Comp            | Pres            | Reti            | Comp               | Pres               | Reti               | Comp        | Pres        | Reti        | Pres   | Reti   |
| ---------------------- | ---------------------- | ---------------------- | ---------- | ---------- | --------------- | --------------- | --------------- | ------------------ | ------------------ | ------------------ | ----------- | ----------- | ----------- | ------ | ------ |
| 2012                   | Shimizu S-Pulse        | J1                     | 16         | 0          | CG+CdL          | 3+9             | 0+1             | -                  | -                  | -                  | -           | -           | -           | 28     | 1      |
| 2013                   | Shimizu S-Pulse        | J1                     | 32         | 2          | CG+CdL          | 3+6             | 0+2             | -                  | -                  | -                  | -           | -           | -           | 41     | 4      |
| 2014                   | Shimizu S-Pulse        | J1                     | 22         | 2          | CG+CdL          | 5+2             | 0               | -                  | -                  | -                  | -           | -           | -           | 29     | 2      |
| giu. 2014              | J. League U-22         | J3                     | 2          | 1          | -               | -               | -               | -                  | -                  | -                  | -           | -           | -           | 2      | 1      |
| 2015                   | Shimizu S-Pulse        | J1                     | 11         | 3          | CG+CdL          | 1+3             | 1+0             | -                  | -                  | -                  | -           | -           | -           | 15     | 4      |
| mar.-ott. 2015         | J. League U-22         | J3                     | 6          | 1          | -               | -               | -               | -                  | -                  | -                  | -           | -           | -           | 6      | 1      |
| Totale J. League U-22  | Totale J. League U-22  | Totale J. League U-22  | 8          | 2          |                 | -               | -               |                    | -                  | -                  |             | -           | -           | 8      | 2      |
| 2016                   | Shimizu S-Pulse        | J2                     | 23         | 1          | CG              | 3               | 0               | -                  | -                  | -                  | -           | -           | -           | 26     | 1      |
| 2017                   | Fagiano Okayama        | J2                     | 31         | 2          | CG              | 0               | 0               | -                  | -                  | -                  | -           | -           | -           | 31     | 2      |
| 2018                   | Shimizu S-Pulse        | J1                     | 29         | 2          | CG+CdL          | 2+0             | 0               | -                  | -                  | -                  | -           | -           | -           | 31     | 2      |
| 2019                   | Shimizu S-Pulse        | J1                     | 6          | 0          | CG+CdL          | 0+3             | 0               | -                  | -                  | -                  | -           | -           | -           | 9      | 0      |
| 2020                   | Shimizu S-Pulse        | J1                     | 2          | 0          | CdL             | 1               | 1               | -                  | -                  | -                  | -           | -           | -           | 3      | 1      |
| gen.-lug. 2021         | Shimizu S-Pulse        | J1                     | 0          | 0          | CG+CdL          | 0+1             | 0               | -                  | -                  | -                  | -           | -           | -           | 1      | 0      |
| Totale Shimizu S-Pulse | Totale Shimizu S-Pulse | Totale Shimizu S-Pulse | 141        | 10         |                 | 42              | 5               |                    | -                  | -                  |             | -           | -           | 179    | 15     |
| ago.-dic. 2021         | Fagiano Okayama        | J2                     | 14         | 6          | CG              | 1               | 0               | -                  | -                  | -                  | -           | -           | -           | 15     | 6      |
| Totale Fagiano Okayama | Totale Fagiano Okayama | Totale Fagiano Okayama | 45         | 8          |                 | 1               | 0               |                    | -                  | -                  |             | -           | -           | 46     | 8      |
| 2022                   | Gamba Osaka            | J1                     | 20         | 0          | CG+CdL          | 2+5             | 0               | -                  | -                  | -                  | -           | -           | -           | 27     | 0      |
| 2023                   | Gamba Osaka            | J1                     | 22         | 3          | CG+CdL          | 1+6             | 0+1             | -                  | -                  | -                  | -           | -           | -           | 29     | 4      |
| gen.-set. 2024         | Gamba Osaka            | J1                     | 4          | 0          | CG+CdL          | 0+1             | 0               |                    |                    |                    |             |             |             | 5      | 0      |
| Totale Gamba Osaka     | Totale Gamba Osaka     | Totale Gamba Osaka     | 46         | 3          |                 | 15              | 1               |                    | -                  | -                  |             | -           | -           | 61     | 4      |
| 2024-2025              | Wellington Phoenix     | AL                     | 8          | 2          | AC              | 0               | 0               |                    |                    |                    |             |             |             | 8      | 2      |
| Totale carriera        | Totale carriera        | Totale carriera        | 248        | 25         |                 | 58              | 6               |                    | -                  | -                  |             | -           | -           | 306    | 31     |

## Palmarès

### Individuale
- J. League Cup Premio Nuovo Eroe: 1

2012